# Troy Bayliss

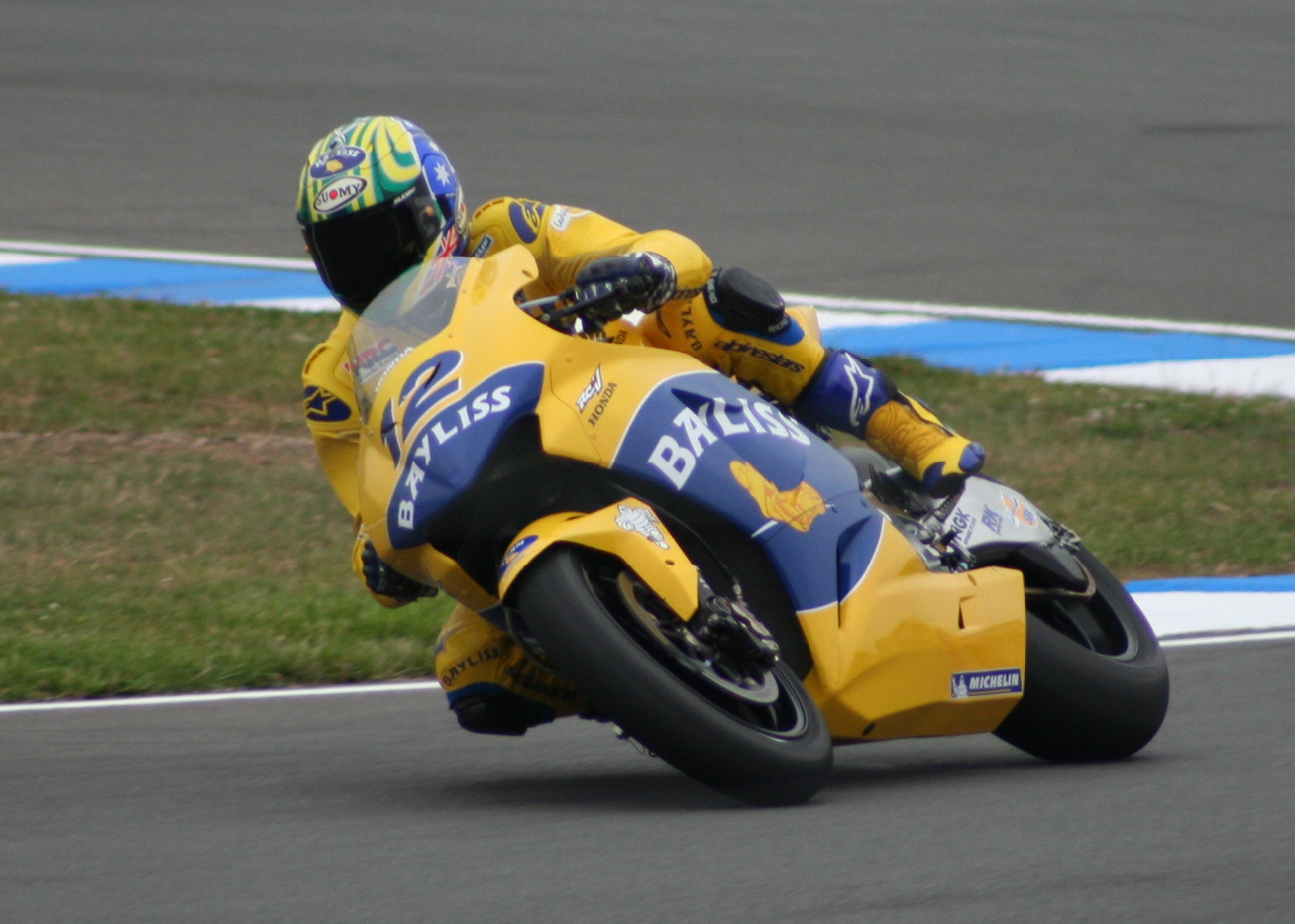
Troy Bayliss

Troy Bayliss, född 30 mars 1969 i Taree, är en roadracingförare från Australien. Världsmästare i Superbike 2001, 2006 och 2008 för Ducati. Han har även kört MotoGP och blev sexa i Roadracing-VM 2003.

## Biografi
Bayliss började tävla i motocross redan som sexåring, men prövade inte på roadracing förrän han var 23 år. Han blev tvåa i det australiska 600cc-mästerskapet 1995 och körde året därefter i det australiska superbike-mästerskapet. Han blev åter tvåa 1997 och flyttade därefter till den brittiska superbike-serien där han blev sexa på en Ducati. Nästa år, 1999, vann han titeln.

### Superbike-VM
Bayliss brittiska mästerskap gav honom en styrning i Suberbike-VM säsongen 2000 och han vann sitt första heat på Hockenheim det året och blev sexa totalt. Säsongen 2001 blev Bayliss år. Han blev världsmästare för första gången. Året därpå förlorade han titeln efter en stenhård kamp mot Colin Edwards.

### Till MotoGP-klassen
Tillsammans med Loris Capirossi var Bayliss med om att inleda Ducatis satsning på MotoGP till säsongen 2003. Han lyckades mycket väl på den oprövade maskinen, tog tre pallplatser under debutsäsongen och blev sexa i sammandraget. Förväntningarna var därför stora på Troy Bayliss 2004, men hans aggressiva körstil passade inte den nyutvecklade Ducati Desmosedici GP4, och han kom bara i mål i 5 av de första 13 deltävlingarna. Säsongsavslutningen i Valencia såg dock bättre ut, där Bayliss slutade på en tredjeplats. Följande år körde Bayliss inte längre för Ducati, utan istället för Camel Honda, men lyckades inget vidare. Då han dessutom bröt handen i en motocrossolycka i mitten av säsongen var Bayliss sejour som fast MotoGP-förare över.

### Åter i Superbike - två VM-titlar på tre år
Utan styrning i något av toppstallen i MotoGP inför säsongen 2006 nappade Bayliss på erbjudandet att bli fabriksförare för Ducati i Superbike-VM. Målet var att ta VM-titeln från landsmannen Troy Corser på Suzuki. Detta lyckades efter en tvekande inledning inleddes en fantastisk serie med åtta raka segrar och VM-titeln säkrades i näst sista deltävlingen på Misano. Bayliss blev därefter inkallad som ersättare i årets sista MotoGP-lopp för den skadade Sete Gibernau i Ducati Marlboro Team. Bayliss kvalade in som tvåa bakom Valentino Rossi och körde sedan ifrån hela fältet och vann sitt enda Grand Prix i MotoGP-klassen i sitt sista framträdande.
Superbike-VM 2007 var med Bayliss mått mätt ingen lyckad säsong. Han vann visserligen sju race, men en krasch på Donington Park, som innebar ett amputerat finger, och ett missat heat utöver den första nollan förstörde säsongen för honom, men han var ändå den efter mästaren James Toseland som vann flest race.
Inför Superbike-VM 2008 tillkännagav Bayliss att det var hans sista säsong, och han avslutade perfekt med en tredje VM-titel, 10 segrar (varav karriärens tre sista race), och därmed nådde han över 50 segrar i Superbike-sammanhang.

### Comeback vid 45 års ålder
Bayliss gjorde comeback i Superbike-VM 2015 vid 45 års ålder, när han i årets premiärtävling på hemmabanan Phillip Island Circuit ersatte skadade Ducatiföraren Davide Giugliano. Han blev 13:e och 16.e i heaten och det bestämdes att han även skulle köra nästa deltävling. Han blev nia och elva i heaten i Thailand och berättade därefter att han haft roligt men att avsåg dra sig tillbaka från tävlandet för gott.

## Pallplatser MotoGP

### Segrar
| Nr | Grand Prix | År   |
| -- | ---------- | ---- |
| 1  | Valencia   | 2006 |

### Tredjeplatser
| Nr | Grand Prix | År   |
| -- | ---------- | ---- |
| 1  | Spanien    | 2003 |
| 2  | Tyskland   | 2003 |
| 3  | Tjeckien   | 2003 |
| 4  | Valencia   | 2004 |

## Segrar World Superbike
| Nr | Bana           | Heat | År   |
| -- | -------------- | ---- | ---- |
| 1  | Hockenheim     | 1    | 2000 |
| 2  | Rio de Janeiro | 1    | 2000 |
| 3  | Monza          | 1    | 2001 |
| 4  | Monza          | 2    | 2001 |
| 5  | Lausitzring    | 2    | 2001 |
| 6  | Misano         | 1    | 2001 |
| 7  | Assen          | 1    | 2001 |
| 8  | Assen          | 2    | 2001 |
| 9  | Valencia       | 1    | 2002 |
| 10 | Valencia       | 2    | 2002 |
| 11 | Phillip Island | 1    | 2002 |
| 12 | Phillip Island | 2    | 2002 |
| 13 | Kyalami        | 1    | 2002 |
| 14 | Kyalami        | 2    | 2002 |
| 15 | Monza          | 1    | 2002 |
| 16 | Monza          | 2    | 2002 |
| 17 | Silverstone    | 2    | 2002 |
| 18 | Lausitzring    | 1    | 2002 |
| 19 | Lausitzring    | 2    | 2002 |
| 20 | Misano         | 1    | 2002 |
| 21 | Misano         | 2    | 2002 |
| 22 | Laguna Seca    | 1    | 2002 |
| 23 | Phillip Island | 2    | 2006 |
| 24 | Valencia       | 1    | 2006 |
| 25 | Valencia       | 2    | 2006 |
| 26 | Monza          | 1    | 2006 |
| 27 | Monza          | 2    | 2006 |
| 28 | Silverstone    | 1    | 2006 |
| 29 | Silverstone    | 2    | 2006 |
| 30 | Misano         | 1    | 2006 |
| 31 | Brands Hatch   | 1    | 2006 |
| 32 | Assen          | 2    | 2006 |
| 33 | Imola          | 2    | 2006 |
| 34 | Magny-Cours    | 2    | 2006 |
| 35 | Phillip Island | 1    | 2007 |
| 36 | Assen          | 2    | 2007 |
| 37 | Silverstone    | 1    | 2007 |
| 38 | Misano         | 1    | 2007 |
| 39 | Misano         | 2    | 2007 |
| 40 | Lausitzring    | 2    | 2007 |
| 41 | Vallelunga     | 2    | 2007 |
| 42 | Losail         | 1    | 2008 |
| 43 | Phillip Island | 1    | 2008 |
| 44 | Phillip Island | 2    | 2008 |
| 45 | Assen          | 1    | 2008 |
| 46 | Assen          | 2    | 2008 |
| 47 | Brno           | 1    | 2008 |
| 48 | Brno           | 2    | 2008 |
| 49 | Donington      | 1    | 2008 |
| 50 | Magny-Cours    | 2    | 2008 |
| 51 | Portimão       | 1    | 2008 |
| 52 | Portimão       | 2    | 2008 |